# Nunc est bibendum

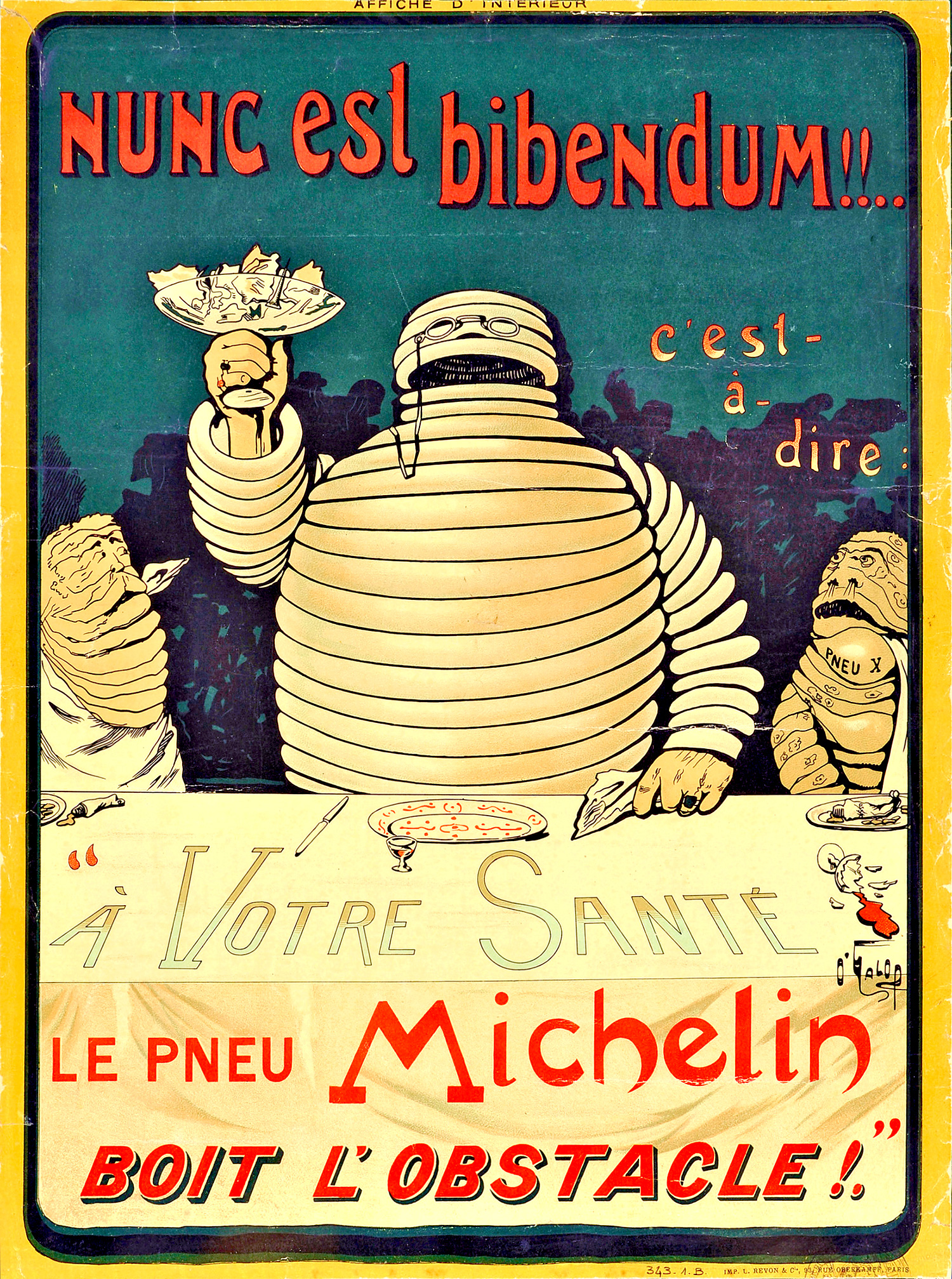
Cartel de Michelin de 1898 creado por O'Galop que muestra a Bibendum junto con el eslogan Nunc est bibendum.

Nunc est bibendum es una expresión latina que significa «Ahora es el momento de beber». Está tomado de un verso de Horacio, que a su vez era la traducción de un verso de Alceo de Mitilene Nyn chrê methysthēn (Νῦν χρῆ μεθύσθην, lit. «ahora es el momento de embriagarse»).
La oración completa es Nunc est bibendum, nunc pede libero pulsanda tellus (lit. «ahora es el momento de beber, ahora debemos golpear la tierra con un pie ligero»). Horacio se refería al vino que se bebería con motivo de la muerte de Cleopatra. Alceo de Mitilene, por otro lado, aludió a la muerte del tirano Mirsilo.

## En la cultura
La frase fue retomada por Michelin a principios del siglo XX para publicitar sus neumáticos. En un cartel, la mascota de Michelin, una gran figura hecha de neumáticos sostiene un vaso lleno de cristales rotos y clavos. Junto a él vemos a los otros invitados que se "desinflan". Al lema Nunc est bibendum, le acompaña un "A su salud" (A votre santé) "Los neumáticos Michelin se tragan los obstáculos" (Le pneu Michelin boit l'obstacle!). Michelin utilizará este cartel durante quince años lanzando diferentes versiones. Es el uso de este eslogan lo que dio el nombre de Bibendum a la mascota de Michelin, luego, por generalización, a cualquiera que tuviera mucho sobrepeso o el término «michelín» como sinónimo para lorza: pliegue de gordura que se forma en alguna parte del cuerpo, especialmente en la cintura.